# Kiescollegeverkiezing
Een kiescollegeverkiezing is een verkiezing waarbij de leden van de kiescolleges voor de Eerste Kamer worden gekozen, ten behoeve van Nederlanders die geen ingezetenen zijn en die in de Caribische openbare lichamen ingezetenen zijn. De leden van de kiescolleges vervullen zo de functie van het kiezen van de leden van de Eerste Kamer die in de provincies door de leden van de Provinciale Staten wordt uitgeoefend.
Kiescollegeverkiezingen worden een keer in de vier jaar gehouden, waarbij de leden rechtstreeks door stemgerechtigde Nederlanders die geen ingezetenen zijn of de inwoners van Caribisch Nederland worden gekozen. De verkiezingen vinden op dezelfde dag plaats als de Provinciale Statenverkiezingen.
In 2019 werden voor het eerst de leden gekozen van de kiescolleges voor Bonaire, Saba en Sint Eustatius.
In 2023 werden voor het eerst de leden gekozen van het kiescollege voor niet-ingezetenen.
2019 · 2023